# Aldo Rebelo
Aldo Rebelo   (Viçosa, 23 de febrer de 1956) és un periodista, escriptor i polític brasiler, 
Nascut a l'estat d'Alagoas, va ser diputat federal per São Paulo durant cinc mandats pel Partit Comunista del Brasil (PCdoB), ocupant la presidència de la Cambra entre 2005 i 2007. Durant els governs Lula da Silva i Dilma Rousseff, va ser ministre de Defensa; de Ciència, Tecnologia i Innovació; d'Esports; i de Coordinació Política i Assumptes Institucionals. Després de formar part del PCdoB durant dècades, és afiliat al Partit Democràtic Laboral des de 2022.